# Mark S. Gordon
Mark Stephen Gordon (* 18. Januar 1942 in New York City) ist ein US-amerikanischer theoretischer Chemiker.
Mark Gordon studierte am Rensselaer Polytechnic Institute mit dem Bachelor-Abschluss 1963 und wurde 1967/68 bei John Anthony Pople an der Carnegie Mellon University in theoretischer Chemie promoviert. Als Postdoktorand war er bei Klaus Ruedenberg an der Iowa State University. 1970 wurde er Assistant Professor an der North Dakota State University, an der er 1992 eine volle Professur erhielt und von 1981 bis 1989 der Chemiefakultät vorstand. Ab 1999 war er Direktor für Angewandte Mathematik am Ames Laboratory des Department of Energy. Außerdem ist er Distinguished Professor an der Iowa State University.
Von 1996 bis 1999 stand er der Sektion Theoretische Chemie der American Chemical Society vor. 2015 erhielt er den American Chemical Society Award in Theoretical Chemistry und 2009 den ACS Award for Computers in Chemical and Pharmaceutical Research. Er ist Mitglied der International Academy of Quantum Molecular Science und wurde 2001 Fellow der American Physical Society.
Er entwickelte mit seiner Gruppe das Softwarepaket GAMESS (US). Die Arbeit dazu von 1993 zählt zu den am meisten zitierten Chemieartikeln.
Sein Interesse für Umweltfragen führte zur Entwicklung spezieller Methoden, so der EFP Methode (Effective Fragment Potential), ursprünglich um ein genaues Potential für Wasser zu konstruieren und später auf beliebige Verbindungen erweitert, und die SIMOMM-Methode (surface integrated molecular orbital  molecular mechanics) für Oberflächenchemie (zum Beispiel Diffusion und Wachstum an Oberflächen, heterogene Katalyse, Ätzen).

## Schriften
- Schmidt, Michael W.; Baldridge, Kim K.; Boatz, Jerry A.; Elbert, Steven T.; Gordon, Mark S.; Jensen, Jan H.; Koseki, Shiro; Matsunaga, Nikita; Nguyen, Kiet A.; Su, Shujun; Windus, Theresa L.; Dupuis, Michel; Montgomery, John A. : General atomic and molecular electronic structure system,  Journal of Computational Chemistry, Band 14, 1993, S. 1347–1363.
- Gordon, Mark S.; Schmidt, Michael W.: Advances in electronic structure theory: GAMESS a decade later, in: Dykstra, C. E.; Frenking, G.; Lim, K. S.; Scusaria, G. E. Theory and Applications of Computational Chemistry, the first 40 years. Amsterdam: Elsevier, 2005, S. 1167–1189